# Simira mexicana
Simira mexicana là một loài thực vật có hoa trong họ Thiến thảo. Loài này được (Bullock) Steyerm. miêu tả khoa học đầu tiên năm 1972.